# (1635) Bohrmann
(1635) Bohrmann est un astéroïde de la ceinture principale découvert le 7 mars 1924 par l'astronome allemand Karl Wilhelm Reinmuth. Le lieu de découverte est Heidelberg (024). Sa désignation provisoire était 1924 QW.